# François Marque
François Marque (Troyes, 31 luglio 1983) è un ex calciatore francese, di ruolo difensore.

## Carriera
Ha giocato in massima serie con Basilea, Grenoble e Bastia.